# Fenêtres sur le cinéma du Sud de Lyon
Fenêtres sur le cinéma du Sud est une manifestation cinématographiques annuelle qui se déroule depuis 1999 à l’Institut Lumière, à Lyon. Dédiée à la pluralité des genres et à la diversité culturelle, la manifestation offre au public la possibilité de découvrir des cinématographies différentes et ouvrant sur la complexité des situations politiques et sociales des pays du Sud. À chaque édition, des films de fiction et des documentaires, dont plusieurs en avant-première, et certains primés dans de grands festivals internationaux, sont présentés en présence de leurs réalisateurs, producteurs et (ou) comédiens.
L'édition 2009 s'ouvre le 26 mai avec le film d'Abbas Fahdel, L'Aube du monde, et se poursuit jusqu'au 31 mai, avec notamment un hommage au réalisateur égyptien Youssef Chahine.

## Éditions
- 1999 : Regards sur le cinéma marocain, parrainage du Centre Cinématographique Marocain dans le cadre de l’année du Maroc en France, labellisée par Cultures France.
- 2000 : Femmes cinéastes du Maghreb, parrainage Yamina Benguigui.
- 2002 : Cinéma du Maghreb, la nouvelle génération, parrainage Rachid Bouchareb.
- 2003 : Regards sur le cinéma algérien, dans le cadre de l'année de l’Algérie en France, labellisée par Cultures France.
- 2004 : Enfance et jeunesse dans les pays du Sud.
- 2005 : Regards sur le cinéma du Sud, parrainage Yousry Nasrallah.
- 2007 : Fenêtres sur le cinéma du Sud.
- 2008 : Fenêtres sur le cinéma du Sud, parrainage de Rachid Taha.
- 2009 : Fenêtres sur le cinéma du Sud, parrainage Mehdi Charef. Hommage à Youssef Chahine.
- 2010 : Fenêtres sur le cinéma du Sud.
- 2011 : Fenêtres sur le cinéma du Sud, parrainage Malek Bensamail. Hommage Mustapha Hasnaoui.